# Pier Paolo Pasolini
Pier Paolo Pasolini (Bologna, 5. ožujka 1922. – Rim, 2. studenog 1975.), talijanski pjesnik, intelektualac, filmski redatelj i pisac.

## Mlade godine
Pasolini se rodio u Bologni, tradicionalnom uporištu ljevice u Italiji. Otac mu je bio Carlo Alberto, poručnik talijanske vojske koji je postao slavan jer je spasio život Mussolinija, a majka Susanna Colussi, učiteljica u osnovnoj školi. Pasolini je sa sedam godina počeo pisati pjesme, inspiriran ljepotom grada Casarsa u koji se njegova obitelj preselila. Kasnije je počeo čitati knjige raznih autora; Rimbauda, Dostojevskog, Tolstoja, Shakespearea, Novalisa i drugih te je već kao tinejdžer postao ateist. S 18 godina se upisao na fakultet u Bologni kako bi studirao književnost. Kako bi sakrio svoju pravu ličnost, natjecao se u sportskim igrama koje su organizirali fašisti.
1941. je postao glavni urednik časopisa “Il Setaccio”, ali je dobio otkaz zbog sukoba s izdavačem. Ubrzo je odbacio fašizam i odlučio postati komunist. Bio je unovačen kao vojnik i zarobljen u Njemačkoj na ratnoj fronti, ali je pobjegao maskiran u seljaka. 1944. je zajedno s majkom učio studente u školi. Tamo je priznao i doživio svoju prvu homoseksualnu ljubav za jednog od studenata, upravo kada se slovenska školska djevojka Pina Kalč također istodobno zaljubila u samog Pasolinija. Ta emotivna situacija je bila zasjenjena kada je Pasolinijev brat Guido ubijen u ratu. 
1949. je optužen za korumpiranje mladeži i opscenih činova na javnim mjestima te je stoga bio izbačen iz komunističke partije i izgubio posao učitelja u Valvasoni. Zbog takve teške situacije preselio se k svojoj majci u Rimu. I sam je puno puta govorio da je to bilo teško razdoblje njegova života i da nije mogao naći posao. Ipak, na kraju se zaposlio u Cinecitta studiju te kao profesor.

## Karijera
Pasolini je 1955. izdao svoj prvi roman „Ragazzi di vita“ u kojem je portretirao siromašni proletarijat u naturalističkom načinu zbog čega je bio optužen na sudu zbog vulgarnosti. Iako je potpuno oslobođen optužbi, postao je najdraža žrtva kasnijih novina. 1957. je radio na filmu „Cabirijine noći“ koji je režirao Federico Fellini da bi 3 godine kasnije i sam, fasciniran mogućnostima kinematografije, režirao film „Accattone”. I taj film je izazvao skandal jer je u njemu glavni lik bio svodnik koji je na kraju postao dobra osoba. Indija, Nigerija, Sudan i Izrael su samo neke od država koje je posjetio u tom razdoblju. Iako ateist, režirao je uz pomoć katoličke crkve „Evanđelje po Mateju“ 1964. koje se smatra jednim od najboljih filmova o životu Isusa Krista. Pasolini se zanimao za tu priču jer je po njegovm mišljenju učenje Krista sadržavalo puno paralela s marksizmom. 
Kao redatelj promovirao je tezu po kojoj je svijet sam po sebi svet te stoga ne treba nekakvu duhovnu bit ili natprirodni blagoslov kako bi stigao u to stanje. Također se bavio sintezom seksualne slobode, makrsističkog učenja i religiozne strukture. Uz to se divio subproletarijatu i žalio što nestaje i biva zamijenjen buržoazijskim načinom života mladeži. Zbog toga je uglavnom radio s amaterskim glumicma – kako bi uhvatio autentičnost svijeta.
1968. alegorični film „Teorem” je napao buržoaziju, vladajuću klasu koju je Pasolini prezirao. 1971. započeo je svoju hvaljenu „trilogiju života” filmovma „Dekameron”, „Cvijet 1001 noći” i „Canterburyjske priče” u kojoj je napravio spomenik slobodi, ljubavi, mladosti i užitku u životu. Nakon toga odlučio je isprobati granice filma i snimiti „trilogiju smrti”. Od planirana tri filma snimio je samo jedan, kontroverznu horror dramu “Salo ili 120 dana Sodome” u kojoj nije toliko kritizirao fašizam koliko je naglasio da je kapitalizam moderni fašizam te ponudio neutralnu kritiku vladajuče klase koja čini sve što hoće. U to je i uklopio kritiku potrošačkog društva.
Još prije premijere svojeg zadnjeg filma Pasolini je 1975. ubijen pod još uvijek nerazjašnjenim okolnostima. Brutalno je ubijen i pregažen autom više puta. Pino Pelosi je uhićen te je kasnije priznao čin, ali je 2005. povukao svoju izjavu, ustvrdivši kako su tri stranca nazvala Pasolinija “prljavim komunistom”, a neki su izrazili sumnju da bi se moglo raditi o neofašistima kojima se nije svidjela njegova tema u spomenutom filmu.

## Izabrana filmografija
- 1961. - Accattone
- 1962. - Mamma Roma
- 1964. - Evanđelje po Mateju
- 1967. - Oedipus Rex
- 1968. - Teorem
- 1969. - Medeja
- 1971. - Dekameron
- 1972. - Canterburyjske priče
- 1974. - Cvijet 1001 noći
- 1976. - Salo ili 120 dana Sodome

## Vanjske poveznice
- Imdb profil
- Sense of cinema.com
- Esej o Pasolinijevoj Medeji  Arhivirana inačica izvorne stranice od 22. lipnja 2006. (Wayback Machine)
- Pasolinijeve bilješke o Salu  Arhivirana inačica izvorne stranice od 10. rujna 2006. (Wayback Machine)